# Blockpartei
Blockparteien sind politische Parteien, die in Staaten neben der herrschenden Partei existieren und mit dieser in einem Parteienblock zusammengeschlossen sind. Diese Parteien sind in Parlamenten und Regierungen vertreten, ohne eigentliche Macht ausüben zu können. Sie stehen nicht in Wahlkonkurrenz zur herrschenden Partei.
Blockparteien werden aus zwei Gründen zugelassen oder gar von den Machthabern selbst gegründet: Sie sollen den Anschein erwecken, es gäbe einen funktionierenden Parteienpluralismus und damit eine Voraussetzung für ein demokratisches System. Außerdem sollen Blockparteien die Regierungspolitik auch solchen Regierten nahebringen, die der machthabenden Partei kritisch gegenüberstehen.
Der Ausdruck Blockpartei entstand durch den „Antifaschistisch-demokratischen Block“ in der Sowjetischen Besatzungszone und später in der DDR. Der Block vom 14. Juli 1945 war ein Parteienbündnis; er wurde später zum „Demokratischen Block der Parteien und Massenorganisationen“ umgeformt, der Teil der Nationalen Front war. Vor allem vor 1949 versuchten einige Blockparteien, eine eigenständige Politik zu betreiben. Dies wurde allerdings von der machthabenden Sozialistischen Einheitspartei Deutschlands (SED) unterbunden. Spätestens seit den 1950er Jahren vertraten die Blockparteien dieselben politischen Ziele wie die SED und vollzogen deren Politik mit.
Derartige Blocksysteme gab und gibt es auch in anderen Ländern, nicht nur in solchen, die sich als „sozialistisch“ bezeichnen.

## Blockparteien in der DDR

### Antifaschistisch-demokratischer Block

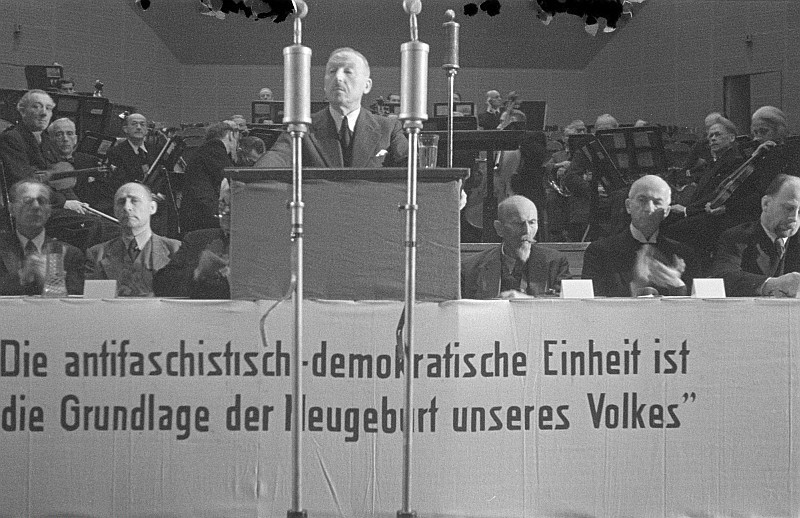
Erste Kundgebung des Antifaschistisch-demokratischen Blocks im August 1945

Nach dem Zusammenbruch des Nationalsozialismus 1945 hatte die Sowjetische Militäradministration in Deutschland (SMAD) die Gewalt in der Sowjetzone übernommen. Im Sommer 1945 erlaubte sie im „Befehl Nr. 2“ die Gründung von vier „antifaschistischen“ Parteien unter der Vorgabe, dass sie sich dem „Antifaschistisch-demokratischen Block“ anschlossen. Es handelte sich um (in Reihenfolge der Gründung) die Kommunistische Partei Deutschlands (KPD), die Sozialdemokratische Partei Deutschlands (SPD), die Christlich-Demokratische Union Deutschlands (DDR) (CDU) und die Liberal-Demokratische Partei Deutschlands (LDPD). Am 22. April 1946 kam es zur Zwangsvereinigung von SPD und KPD zur SED. Die neu entstandene Sozialistische Einheitspartei Deutschlands (SED) löste KPD und SPD im Block ab. 1948 traten die Demokratische Bauernpartei Deutschlands (DBD) und die Nationaldemokratische Partei Deutschlands (NDPD) bei. Etwa zeitgleich wurden der Gewerkschaftsbund FDGB und bald darauf der Jugendverband FDJ und der Frauenbund DFD aufgenommen, damit war die Parteienlandschaft der späteren DDR bereits ausgebildet.
Im Volksmund wurden die Blockparteien und deren Mitglieder mitunter „Blockflöten“ genannt. Von dort hat das Wort seinen Weg in den politisch-historischen Diskurs der Bundesrepublik gefunden. Streng genommen gehörte auch die SED dem Block an, wurde aber nicht Blockpartei genannt. Dieser Ausdruck diente zur Kurzbezeichnung der übrigen, von der SED abhängigen Parteien.

### Gründung von DBD und NDPD
Die beiden bürgerlichen Parteien CDU und LDPD hatten sich im Juni/Juli 1945 als eigenständige Parteien gegründet und wurden später auf SED-Kurs gezwungen. Im Unterschied dazu waren DBD und NDPD 1948 durch die SMAD initiiert worden, um den bürgerlichen Parteien CDU und LDPD die politische Klientel abzuwerben. Laut dem Historiker Hermann Weber fungierten die beiden neuen Parteien „von Anfang an als Organe der SED“.
Mit der Bauernpartei vom April 1948 sollten Landwirte gewonnen werden, die wenig Zugang zur Arbeiterpartei SED hatten und der CDU zuneigten. Die SED schickte in den Vorstand eigene Leute, darunter den Vorsitzenden Ernst Goldenbaum, der vor 1933 KPD-Mitglied war. Sie hatte im Gründungsjahr knapp 30.000 Mitglieder.
Die NDPD diente dazu, „die Trennlinie zwischen ehemaligen Nazis und Nichtnazis aufzuheben“, wie Stalin sich im März 1948 ausgedrückt hatte. Im Juni 1948 erhielt die NDPD ihre Lizenz, nachdem mit dem SMAD-Befehl Nr. 35 die Entnazifizierung abgebrochen war und „unbelastete“ frühere NSDAP-Mitglieder politisch tätig werden durften. Auch ehemalige Offiziere und Vertriebene sollten von der neuen Partei aufgefangen werden. Der SED-Vorstand erläuterte auf seiner Tagung im Mai, „diese politisch unklaren Menschen“ sollten bei der nächsten Wahl nicht „das Stimmvieh“ für die bürgerlichen Parteien CDU und LDPD abgeben.
Erster NDPD-Vorsitzender wurde Lothar Bolz, seit 1928 KPD-Mitglied und später Mitarbeiter beim Nationalkomitee Freies Deutschland in der Sowjetunion. Die Partei trat im September 1948 dem Block bei. Im Oktober hatte sie nur zweitausend Mitglieder, in der Endphase der DDR über 100.000. Klaus Schroeder zufolge waren in die SED wesentlich mehr ehemalige NSDAP-Mitglieder eingebunden als in die NDPD.

### Funktionen
Nach Weber seien die Blockparteien nach 1949 deshalb nicht aufgelöst worden, weil sie im Auftrag der SED bestimmte politische Funktionen übernahmen: Einerseits hätten sie eine Alibifunktion innegehabt, wonach sie die kommunistische Einparteienherrschaft verschleiern und eine pluralistische Demokratie vortäuschen sollten. Andererseits hätten sie eine Transmissionsfunktion ausgeübt, der zufolge sie gewisse Vorstellungen der SED in den nichtproletarischen Bevölkerungsgruppen – zum Beispiel in christlichen Kreisen durch die CDU – verbreiten sollten. Darüber hinaus sei ihnen eine gesamtdeutsche Funktion zugekommen, indem sie Kontakte zu den westdeutschen Schwesterparteien unterhalten sollten.
Die Blockparteien mussten die führende Rolle der SED anerkennen und konnten deswegen keine eigenständige Politik entwickeln. Einige Funktionäre der Blockparteien zeigten noch Widerstand. „Die Verhaftungen bürgerlicher Spitzenfunktionäre […] führten zur Einschüchterung und beschleunigten die Gleichschaltung dieser Parteien“, so Weber und nennt das Beispiel des LDPD-Ministers Karl Hamann.
Die Anzahl der Abgeordneten der einzelnen Parteien und Organisationen in den gewählten Körperschaften war im Voraus festgelegt, da es nur eine einzige Liste gab, die der Block vorstellte. Die Vertreter der Massenorganisationen gehörten zu einem großen Teil der SED an und verstärkten dadurch deren Machtposition.

### Vertretung und Nutzen der Mitgliedschaft

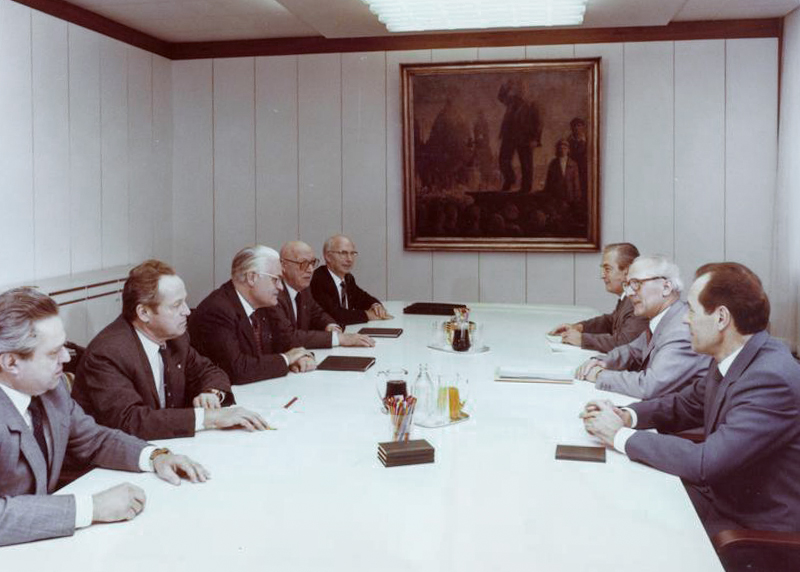
Sitzung der Vorsitzenden der DDR-Blockparteien am 10. Dezember 1982, von links nach rechts: Lothar Kolditz (Präsident des Nationalrates der Nationalen Front, parteilos), Manfred Gerlach (LDPD), Gerald Götting (CDU), Heinrich Homann (NDPD), Ernst Mecklenburg (DBD), Waldemar Pilz, Erich Honecker und Joachim Herrmann (alle drei SED)

Die Blockparteien waren in den meisten Gremien und Organen der DDR bis hin zu Volkskammer und Ministerrat (Regierung) vertreten und vollzogen dort die Politik der SED mit. Alle Vorsitzenden der Blockparteien waren ab 1960 zugleich Stellvertreter des Staatsratsvorsitzenden, des formellen Staatsoberhauptes der DDR. Der Vorsitzende des Staatsrates und der Vorsitzende des Nationalen Verteidigungsrates wurde jedoch stets von der SED gestellt. Von den 45 Mitgliedern des Ministerrates kamen 1989 nur 4 aus den Blockparteien. Die entscheidenden Ministerien (Auswärtige Angelegenheiten, Inneres, Verteidigung, Staatssicherheit) waren immer in der Hand von SED-Mitgliedern. Alle wichtigen politischen Entscheidungen der DDR wurden vom Politbüro der SED getroffen, auf die die Blockparteien keinen Einfluss hatten.
Im Offizierskorps der Sicherheitsorgane wie der Staatssicherheit waren die Blockparteien gar nicht vertreten; außerdem hatte die SED anders als die Blockparteien nicht nur eine territoriale Organisation, sondern auch eine Organisation in allen Betrieben, was sie abermals präsenter machte. Parteitage der Blockparteien fanden stets nach denen der SED statt, und außerdem nie in Berlin.
Als die SED 1987 ungefähr 2,2 Millionen Mitglieder zählte, waren in den (übrigen) Blockparteien insgesamt 469.000 Menschen Mitglied (1975: 355.331). Damals hatte die DDR ungefähr 16 Millionen Einwohner, davon acht Millionen Erwerbstätige. Im Vergleich zu den bundesdeutschen Parteien sind diese Zahlen sehr hoch: Die größte westdeutsche Partei, die SPD, hatte 1977 ihren Höhepunkt mit einer Million Mitglieder bei 60 Millionen Bundesbürgern.
Wer Mitglied in einer Blockpartei wurde, zeigte damit eine gewisse Bereitschaft, sich dem Regime anzupassen. Oft wurde dies aber auch als ausdrückliche Entscheidung gegen die Mitgliedschaft in der SED verstanden, um bescheidenen Freiraum für politische Tätigkeit zu haben. Da den Blockparteien eine bestimmte Anzahl von Positionen in Staat und Gesellschaft zugesprochen war, konnte eine Blockpartei-Mitgliedschaft positiv für die eigene Karriere sein. Der Weg über die Blockpartei war dann im Einzelfall vielleicht sogar schneller als über die SED, da die Blockparteien weniger Mitglieder hatten. Dennoch war man von den wirklichen Machtpositionen im Staat ausgeschlossen, wenn man kein linientreues SED-Mitglied war.

### Letzte Jahre der DDR
In den späten 1980er Jahren, kurz vor der politischen Wende, begannen die Blockparteien, sehr vorsichtig auf Distanz zur Politik der SED zu gehen. So äußerte Manfred Gerlach, Vorsitzender der LDPD, offen Sympathie zur sowjetischen Staatsführung unter Michail Gorbatschow.
Während der Wende in der DDR zerfiel der Demokratische Block der Parteien und Massenorganisationen ab Spätherbst 1989. CDU, DBD, LDPD und NDPD entfernten sich zunehmend von der SED-Politik. 1990 schlossen sich die ehemaligen Blockparteien westdeutschen Parteien an. So vereinigten sich LDPD und NDPD mit der FDP und die DBD und Ost-CDU mit der West-CDU.

## Blockparteiensysteme in anderen Ostblockstaaten
In der Sowjetunion selbst, aber auch in einer Reihe ihrer Satelliten, gab es nur eine einzige Partei, die kommunistische. Blockparteiensysteme kannten außer der DDR noch Bulgarien, die Volksrepublik Polen und die Tschechoslowakei.

### Bulgarien
In der Volksrepublik Bulgarien (auch im Zarentum ab 1944) existierte außer der Bulgarischen Kommunistischen Partei (1978: 817.000 Mitglieder) ein Bulgarischer Bauernvolksbund (120.000 Mitglieder), Sweno (bis 1949) und die Bulgarische Sozialdemokratische Arbeiterpartei (bis 1948). Diese waren in der Vaterländischen Front zusammengeschlossen.

### Polen
In Polen war die führende (kommunistische) Partei die Polnische Vereinigte Arbeiterpartei (PZPR), die 1948 aus der Zwangsvereinigung der kommunistischen Polnischen Arbeiterpartei (PPR) und der sozialdemokratischen Polnischen Sozialistischen Partei (PPS) entstand. Die PPR versuchte, über das System eines Wahlblocks eine einheitliche Wahlliste mit gemeinsamen Kandidaten zu etablieren. Zur Teilnahme waren alle Blockparteien verpflichtet.
Dies waren neben PPR und PPS die Polnische Volkspartei (PSL), eine große zentristische Volks- und Bauernpartei, die SP, eine von der PPR völlig abhängige Handwerkerpartei, die SL, die ebenfalls von der PPR abhängig war, und die SD, eine weitere kleine liberal-demokratische Partei.
Nach 1948 wurden die ehemals bürgerlichen Parteien zu zwei Blockparteien zusammengeschlossen. Dies waren die ZSL (Vereinigte Bauernpartei) und die SD (Demokratisches Bündnis). Daneben waren auch kleine katholische Gruppierungen im Parlament vertreten, die Unia Chrześcijańsko-Społeczna (UChS, Christlich-Soziale Union), die Vereinigung PAX und der Polnische Katholisch-Soziale Verband (PZKS). Jedoch verfügte die PZPR immer über absolute Mehrheiten im Parlament, anders als die SED in der DDR.
1976 bzw. 1977 hatten die PZPR 2,45 Millionen, die ZSL 420.000 (meist Bauern) und die SD 90.000 (eher städtische Mittelschicht) Mitglieder.
1989 löste sich die ZSL aus der Unterordnung unter die PZPR, benannte sich wieder in PSL um und trug die Regierung Mazowiecki mit ins Amt. Die SD und die christlichen Gruppen spielten in den demokratischen Wahlen nach 1989 zunächst keine Rolle mehr, organisierten sich später aber wieder neu unter anderen Namen wie beispielsweise Liga Polnischer Familien.

### Rumänien
In der Sozialistischen Republik Rumänien (auch im Königreich ab 1944) existierte außer der Rumänischen Kommunistischen Partei die Rumänische Sozialdemokratische Partei (bis 1948), die Front der Pflüger (bis 1953), die Allgemeine Union der rumänischen Gewerkschaften, die Ungarische Volksunion, das jüdische Demokratische Komitee, die Nationale Volkspartei, die Nationalliberale Partei-Tătărescu und die Nationale Bauernpartei - Anton Alexandrescu. Diese wurden in der Nationalen Demokratischen Front oder seit 1968 Front der Sozialistischen Einheit und Demokratie zusammengeschlossen.

### Tschechoslowakei
Die Tschechoslowakische Sozialistische Republik hatte ebenfalls Blockparteien. In der tschechischen Teilrepublik organisierten die Kommunisten sich in der Kommunistischen Partei der Tschechoslowakei (1976: 1,3 Millionen Mitglieder) und in der Slowakei in der Kommunistischen Partei der Slowakei. Weitere Parteien in der Nationalen Front waren die Tschechoslowakische Volkspartei (für christlich-soziale Bürger) und die Tschechoslowakische Sozialistische Partei (städtische Mittelschicht). In der Slowakei gab es die Partei der Slowakischen Erneuerung und die Slowakische Freiheitspartei.

### Ungarn
In der kommunistischen Volksrepublik Ungarn wurde die Parlamentswahl 1949 mit einer Einheitsliste durchgeführt, an der neben der führenden Partei der Ungarischen Werktätigen/MDP (gebildet durch die Zwangsvereinigung der Kommunistischen mit der Sozialdemokratischen Partei, ähnlich wie in der deutschen SBZ) anfangs noch mehrere, aber bereits zu Blockparteien umgeformte Parteien ‚teilnehmen‘ durften: die landwirtschaftliche Kleinunternehmer-Interessen vertretende Unabhängige Kleinbauernpartei/FKgP, die  linkssozialistisch orientierte Nationale Bauernpartei/NPP, die zentristische Unabhängige Demokratische Partei Ungarns/FMDP sowie die national-linksradikale Ungarische Radikale Partei/MRP. Danach wurde Ungarn in einen Einparteienstaat umgewandelt, unter der Diktatur der kommunistischen MDP (s. o.). Einzig während des Volksaufstands im Oktober 1956 wurden unter der kurzfristigen Regierungszeit von Ministerpräsident Imre Nagy weitere Parteien zugelassen, welche aber nicht als Blockparteien vorgesehen waren, sondern es sollte ein parlamentarisch-demokratisches System mit allgemeinen freien und geheimen Wahlen eingeführt werden, mit Regierung und echten Oppositionsparteien gemäß dem Wahlergebnis. Jedoch wurden nach der Niederschlagung des Volksaufstands abermals sämtliche anderen Parteien verboten, und die wieder eingesetzte kommunistische Staatspartei (nunmehr in Ungarische Sozialistische Arbeiterpartei/MSzMP umbenannt) regierte ununterbrochen bis zur politischen Wende 1989/1990.

## Weitere sozialistische Staaten

### Volksrepublik China
In der Volksrepublik China gibt es neben der regierenden Kommunistischen Partei Chinas die „Acht demokratischen Parteien und Gruppen“:
- Revolutionäres Komitee der Kuomintang, der linke Flügel der Kuomintang, der im Bürgerkrieg 1948 zu den Kommunisten kam
- Demokratische Liga Chinas
- Demokratische Staatsaufbaugesellschaft Chinas
- Chinesische Vereinigung zur Förderung der Demokratie
- Demokratische Partei der Bauern und Arbeiter Chinas
- Chinas Zhi-Gong-Partei
- Die Gesellschaft des 3. September
- Demokratische Selbstbestimmungsliga Taiwans

Alle der 8 Blockparteien haben jeweils weniger als 322.000 Mitglieder, die Kommunistische Partei Chinas hingegen um die 90 Millionen. Weitere Parteien bestehen nur im Untergrund.

### Vietnam
In der Sozialistischen Republik Vietnam erlaubte die Kommunistische Partei Vietnam zwei weitere Parteien, die Demokratische Partei vom Juni 1944 (für Kaufleute) und die Sozialistische Partei (vor allem „Intelligenz“) vom Juli 1946. Sie erkannten den Führungsanspruch der Kommunisten an und arbeiteten in der Vaterländischen Front mit. Beide lösten sich 1988 auf.

### Nordkorea
In Nordkorea gibt bzw. gab es neben der herrschenden Partei der Arbeit Koreas noch die Koreanische Sozialdemokratische Partei und die Chondoistische Ch’ŏngu-Partei (beide sind in der Obersten Volksversammlung vertreten), die Dongro-Volkspartei (1948 bis 1962), die Volksrepublik-Partei (1948), die Buddhistische Allianz (1948 bis 1972), den Gonmin-Volksbund (1962), die Demokratische Unabhängige Partei (1962) und weitere Parteien (1948–1972). Alle Parteien sind bzw. waren in der Demokratischen Front für die Vereinigung des Vaterlandes zusammengeschlossen.

### Syrien
Syrien wurde bis 2024 von der Baath-Partei regiert, die arabischen Nationalismus mit einer sozialistischen Ideologie verband. In der Nationalen Fortschrittlichen Front waren insgesamt zehn Parteien zusammengeschlossen, darunter auch die Syrische Kommunistische Partei, die nasseristische Arabische Sozialistische Union und die nationalistische Syrische Soziale Nationalistische Partei sowie einige von ehemaligen Baathisten gebildete Splitterparteien.

### Irak
Im baathistischen Irak wurden mehrere Parteien in der Nationalen Progressiven Front zusammengefasst, die Mitglieder waren: die irakische Baath-Partei, die Irakische Kommunistische Partei, die Demokratische Partei Kurdistans, die Kurdische Revolutionäre Partei, die Bewegung Progressiver Kurden, die Bewegung unabhängiger Demokraten und die Bewegung progressiver Nationalisten.

### Jugoslawien
In der Sozialistischen Föderativen Republik Jugoslawien gab es neben dem Bund der Kommunisten Jugoslawiens auch die Antifaschistische Frauenfront von Jugoslawien, die Kroatische Bauernpartei, die Unabhängige Demokratische Partei, die Landarbeiterpartei, die Nationale Bauernpartei, die Sozialistische Partei Jugoslawiens, die Sozialdemokratische Partei Jugoslawiens, die Vereinte Allianz der antifaschistischen Jugend von Jugoslawien, die Vereinte Gewerkschaft der Arbeitnehmerinnen und Arbeitnehmer und die Jugoslawische Republikanische Demokratische Partei. Sie waren alle in der Volksfront zusammengeschlossen.

### Albanien
In Albanien gab es neben der Partei der Arbeit Albaniens auch die Union der albanischen Frauen, die Union der albanischen Jugend, die Vereinigte Union der albanischen Handelsvereinigung (die Union der Industriearbeiter, die Union der Facharbeiter und die Bauern-Union) und die Albanische Union der Schriftsteller und Künstler. Sie waren alle in der Demokratischen Front zusammengeschlossen.

### Südjemen
Im Südjemen gab es die Vereinte Politische Nationale Frontorganisation. Zu dieser gehörten neben der Nationalen Befreiungsfront (NLF) die baathistische Volksfrontpartei, die mit der syrischen Baath-Partei vereinigt war, die Demokratische Volksunionspartei und die Jemenitische Volkseinheitspartei aus dem Nordjemen. Die Jemenitische Volkseinheitspartei entstand selber aus der Revolutionären Demokratischen Partei Jemens, der nordjemenitischen Volksfrontpartei, der Organisation der jemenitischen revolutionären Widerstände, der Volksdemokratischen Union und der Arbeiterpartei.
1978 verschmolz die NLF mit der Vereinten Politischen Nationalen Frontorganisation zur Jemenitischen Sozialistischen Partei.

### Kambodscha
Im Demokratischen Kampuchea trat zur Parlamentswahl 1976 die Nationale Einheitsfront von Kampuchea (FUNK) an, zu der neben der Kommunistischen Partei Kambodschas auch die pro-Sihanouk Khmer Rumdos und die pro-nordvietnamesischen Khmer Issarak angehörten.